# カオス (小惑星)
カオス (19521 Chaos) は、太陽系外縁天体の一つ。1998年11月19日に発見された。
直径は450km以上と推定されており、静水圧平衡（球に近い形状）を保っている可能性がある。海王星と共鳴関係にない、軌道長半径45.6天文単位の楕円軌道を回っており、キュビワノ族に分類される。
ギリシア神話の、世界の始まりに誕生したとされる原初神カオスにちなんで名付けられた。